# Хомовка (Житомирская область)
Хомовка (укр. Хомівка) — село на Украине, находится в Радомышльском районе Житомирской области.
Код КОАТУУ — 1825084905. Население по переписи 2001 года составляет 66 человек. Почтовый индекс — 12200. Телефонный код — 4132. Занимает площадь 0,323 км².
Через село протекает река Белка.

## Адрес местного совета
12216, Житомирская область, Радомышльский р-н, с. Крымок, ул. Центральная, 1
В селе родился заслуженный артист УССР Артеменко, Константин Григорьевич (1925—2006).